# Дневниците на вампира: Борбата
"Дневниците на вампира: Борбата" (на английски: The Vampire Diaries: The Struggle) е втората част от поредицата Дневниците на вампира от американската писателка Л. Дж. Смит. Издадена е за първи път през 1991 година в Съединените щати.

### Сюжет
Внимание:  Текстът по-долу разкрива сюжета на произведението (или части от него)!
Втората книга продължава от там, от където свършва Пробуждането, Елена смята, че Деймън е отговорен за изчезването на Стефан. Но когато Елена не откликва на романтичните действие от страна на Деймън, той отказва да ѝ помогне в търсенето на Стефан. Елена е самотна и е готова да направи всичко, за да спаси Стефан на всяка цена, за това тя се обръща към своите приятели Бони и Мередит. Бони, за която се смята, че е медиум, използва магия, за да се свърже със Стефан. Момичетата откриват Стефан на дъното на един кладенец, на ръба на смъртта. След като спасяват Стефан Елена му дава от своята кръв, за да се възстанови. Поради убеждението, че е извършил ужасяващите „животински“ атаки, Стефан все още е изправен пред враждебността на жителите на градчето. И с идването на „Деня на основателите“, празника на Фелс Чърч, Елена достига точката си на пречупване. Врагът на Елена Каролайн Форбс, е откраднала дневника ѝ. Елена е споделила всичките си тайни в дневника си, и съдържанието му може да бъде прочетено като доказателство срещу Стефан, че той е жесток престъпник. Притеснена за психическото и физическото състояние на Стефан, Елена, заедно с помощта на приятелките си, измъкват дневника. Бони, Мередит и Елена се опитват да влязат в къщата на Каролайн, за да намерят дневника, но без успех. В опит да избяга, Елена се сбъсква с Деймън, който дебне в сенките на къщата на сем. Фобрс. Той предлага помощта си на Елена при условие, че Елена му даде от кръвта си. Тя отказва. Деймън ѝ поставя ужасен ултиматум ̶ тя трябва да избере: Деймън да се нахрани от нея, или да нарани малката ѝ сестричка ̶ Маргарет. Елена решава да се жертва. Деймън и Елена си разменят кръв. Скоро след това, Елена казва на Стефан за дневника. Той я уверява, че дори и Каролайн да прочете съдържанието му пред града, той пак ще остане, заради любовта си към нея. В „Денят на откривателите“ Елена и приятелките ѝ се опитват да откраднат дневника на Елена, но техните опити са напразни. Когато обаче, Каролайн се опитва да прочете дневника се оказва, че Деймън е разменил дневника на Елена с този на Каролайн. Деймън приема самодоволно благодаренията на Елена, но удовлетворението му скоро се превръща в гняв, когато научава за годежа на Стефан и Елена. Разочарована от реакциите на Деймън и леля Джудит, тя се изнася. Карайки гневно по пътя към пансиона, където живее Стефан, но когато стига там и влиза в стаичката вижда, че Стефан не си е у дома и има нещо „отмъстително“ във времето. Беше страшно и брутално, сякаш искаше Елена мъртва. Чувства, че нещо се спотайва в мрака. Влиза в колата и се опитва да пресече реката, като мисли, че тогава ще бъде в безопасност. Тогава мостът се счупва и колата потъва във водата. Тя се удавя и става вампир, когато Деймън и Стефан се бият....